# 伯基茨維爾 (馬里蘭州)
伯基茨維爾（英語：Burkittsville）是一個位於美國馬里蘭州弗雷德里克縣的市鎮。

## 人口
根據2020年美國人口普查的數據，伯基茨維爾的面積為1.19平方千米，當中陸地面積為1.18平方千米，而水域面積為0.01平方千米。當地共有人口142人，而人口密度為每平方千米119人。